# Жарма (Мангистауський район)
Жарма́ (каз. Жарма) — село у складі Мангистауського району Мангистауської області Казахстану. Входить до складу Актюбинського сільського округу.
Населення — 103 особи (2021; 67 у 2009, 209 у 1999, 336 у 1989).